# Untensiebeneick
Untensiebeneick ist eine Gemarkung mit der Schlüsselnummer 3067 auf dem Gebiet der Stadt Velbert (Stadtbezirk Neviges). Die Gemarkung ist aus einer mittelalterlichen Bauerschaft hervorgegangen.

## Geschichte

### Etymologie
Namensgebend für die Gemarkung waren sieben Eichen bei dem auf Dönberger Gebiet liegenden Hof Siebeneick am Hardenberger Bach, von denen die Letzte mit einem Stammdurchmesser von zwei Metern Ende des 19. Jahrhunderts gefällt wurde. Das Gebiet um Siebeneick wurde bereits 1038 als Sivonekon in einer Urkunde des Klosters Werden bzw. 1220 als Siveneken in der kleinen Vogteirolle des Grafen Friedrich von Isenberg-Altena erwähnt. Der Hof Siebeneick selber erstmals 1355 als Sevenheken in einem Verzeichnis der zur Herrschaft Hardenberg gehörenden Güter.

### Bauerschaft im Herzogtum Berg und Napoleonische Zeit
Die Gemarkung geht aus der mittelalterlichen und neuzeitlichen Bauerschaft Unterste Siebeneick in der Herrschaft Hardenberg im Herzogtum Berg hervor.
Mit der Übernahme des Herzogtums durch Napoleon Bonaparte 1806 führte dieser ab 1808 neue Verwaltungsstrukturen ein.
Die bergischen Ämter und Unterherrschaften wurden aufgelöst und die Bauerschaft Untensiebeneick der Munizipalität Hardenberg (Bereits Ende 1808 in Mairie Hardenberg umbenannt) im Kanton Velbert im Arrondissement Düsseldorf im Département Rhein des Großherzogtums Berg zugewiesen.

### Preußische Verwaltungsstrukturen
1813 zogen die Franzosen nach der Niederlage in der Völkerschlacht bei Leipzig aus dem Großherzogtum ab und Untensiebeneick fiel ab Ende 1813 unter die provisorische Verwaltung des von den „Hohen Alliierten Mächten“ kontrollierten Generalgouvernements Berg. Aufgrund der auf dem Wiener Kongress (1815) getroffenen Vereinbarungen wurden erhebliche Teile des Rheinlands dem Königreich Preußen zugesprochen. Mit Bildung der preußischen Provinz Jülich-Kleve-Berg (1816) wurde es schließlich als Bauerschaft der Bürgermeisterei Hardenberg im Kreis Elberfeld und ab 1861 dem Kreis Mettmann der preußischen Rheinprovinz zugeordnet, die 1894 in Hardenberg-Neviges und 1935 in Neviges umbenannt wurde.

### Kirchliche Zugehörigkeit und Untensiebeneicker Wohnplätze um 1832
Kirchlich gehörte Untensiebeneick 1832 zu dem Kirchspielen Langenberg (evangelisch) und Neviges (katholisch). Es lebten zu dieser Zeit 137 Einwohner in der Bauerschaft. Als Wohnplätze werden in der Statistik und Topographie des Regierungsbezirks Düsseldorf zu dieser Zeit auf der Bredden, unterm Großen-Asch, zu Oethers und auf der Kottstadt, jeweils mit mehreren umgebenden, nicht namentlich aufgeführten Höfen aufgelistet.

### Untensiebeneicker Wohnplätze um 1888
Zu Untensiebeneick gehörten laut dem Gemeindelexikon für die Provinz Rheinland 1888 die Wohnplätze Asch, Ascherfeld, Beek, Bredde, Galgenbusch, Grünthal, Hessenkothen, Jägerhof, Jungenhaus, Kaiser, Kopfstation, Korzert, Langenkamp, Markeick, Oberste Heeg, Öters, Otterberg, Piepenburg, Scheven, Schnappbrücke, Staude, Straße, Untere Heeg, Untere Straße, Vettenhaus, Wolbeck und Zur Mühlen. Zu dieser Zeit lebten in diesen Orten 310 Menschen in 36 Wohnhäusern.

### Gebietsabtretungen an Wuppertal 1975
Mit der Kommunalreform, die am 1. Januar 1975 in Kraft trat, wurden Teile von Untersiebeneick von Neviges abgespalten und in die Stadt Wuppertal (Stadtbezirk Uellendahl-Katernberg) eingegliedert.